# آيت عبد الحميد (الصميعة)
آيت عبد الحميد هي إحدى مشيخات المملكة المغربية، تتبع جغرافيا لإقليم تازة وإداريًا لالصميعة. يقدر عدد سكانها بـ 3837 نسمة حسب الإحصاء الرسمي للسكان والسكنى لسنة 2004.